# سي سي ساباثيا
سي سي ساباثيا (مواليد 21 يوليو 1980) هو لاعب كرة القاعدة أمريكي معتزل  سبق أن لعب في أندية نيويورك يانكيز، كليفلاند إنديانز وميلاووكي بريورز.